# Jorge Blanco (réalisateur argentin)
Pour les articles homonymes, voir Jorge Blanco et Blanco.
Jorge Blanco est un réalisateur argentin de cinéma.

## Biographie
Jorge Blanco s'est exilé à Paris.
Il a fait une apparition comme acteur dans Zig Zag Story de Patrick Schulmann. Il a réalisé un long métrage, Argie, tourné en Angleterre et présenté en 1984 au festival de Cannes dans la sélection de la Semaine de la critique ainsi qu'à la Viennale la même année.

## Filmographie
- 1984 : Argie